# Conca d'Oro (Roms tunnelbana)
Conca d'Oro är en station på Roms tunnelbanas Linea B1. Stationen är belägen i distriktet Monte Sacro i nordöstra Rom och togs i bruk år 2012. 
Stationen Conca d'Oro har:
- Bemannade biljettluckor
- Biljettautomater
- WC

## Kollektivtrafik
- Järnvägsstation – Val D'Ala, Firenze-Roma
- Busshållplats för ATAC
- Taxistation

## Omgivningar
- Santi Angeli Custodi
- Monte Sacro
- Conca d'Oro
- Parco delle Valli